# Facundo Ferreyra
Facundo Ferreyra (faˈkundo feˈreiɾa) (Lomas de Zamora, Argentina, 14 de març de 1991), amb el malnom del "Chucky", és un futbolista professional argentí que juga de davanter per l'SL Benfica.